# 1825 en Lorraine
Chronologie de la Lorraine
- 1821
- 1822
- 1823
- 1824
- 1825
- 1826
- 1827
- 1828
- 1829

Cette page est une liste d'événements qui se sont produits durant l'année 1825 en Lorraine.

## Événements

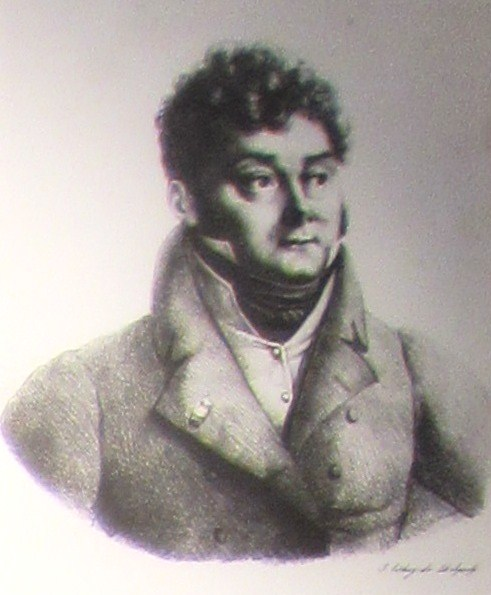
François de Wendel (1778-1825).

- Ouverture de la première bibliothèque publique d’Épinal, avec sa collection de 18 000 ouvrages composée de manuscrits, de livres anciens et d’estampes. En effet, un espace assez vaste devait être construit pour accueillir ces imposants meubles. La nouvelle bibliothèque s'installera dans le bâtiment du Collège, place Lagarde. Elle prendra alors le nom de bibliothèque de l'École. Les boiseries sont démontées à Moyenmoutier en juin 1824. Le remontage sera achevé en mai 1825.
- Fondation de la Société d'émulation du département des Vosges à Épinal.

- 1 juin : le 2e arrondissement de la Moselle (Thionville), nomme le baron du Teil député en remplacement de François de Wendel, décédé. Il siège avec la majorité ministérielle.

### Presse écrite
- 18 août : premier numéro de "L'Écho de la Lorraine - journal de littérature, de théâtre, de beaux-arts et de mœurs : contenant les annonces et avis divers du département : suivi des arrêts de la Cour royale de Nancy"; bihebdomadaire nanciéien dirigé par Claude-Joseph Hissette[1].
- 30 octobre : premier numéro du bihebdomadaire "Le Spectateur de la Lorraine - journal de littérature, de beaux-arts et de mœurs : contenant les annonces et avis divers du département" qui remplace "L'Écho de la Lorraine"[2].

## Naissances

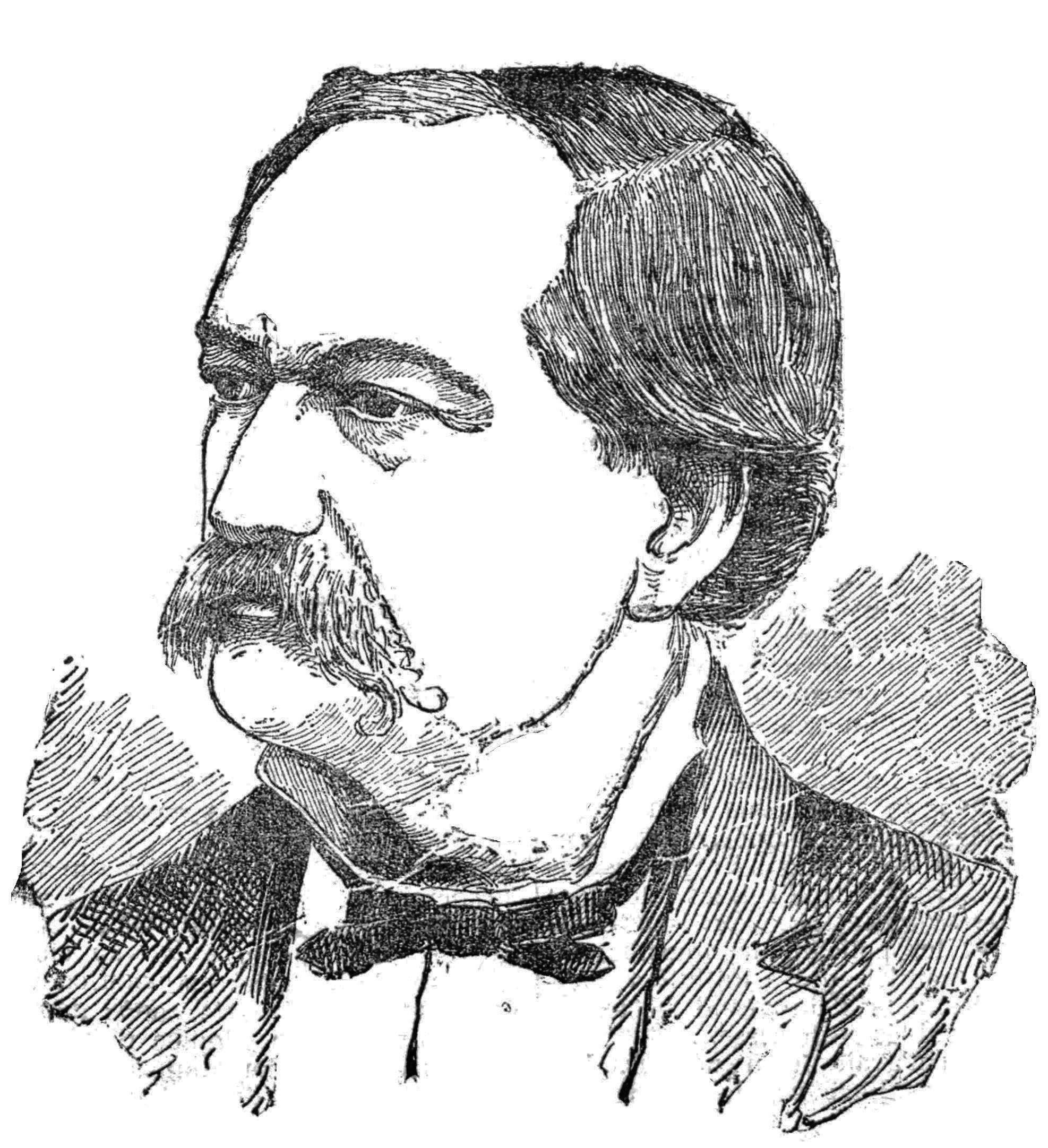
Charles-Félix Frébault

- 20 février à Lunéville : Joseph Constantin Auguste Majorelle, mort à Nancy le 7 mai 1879, décorateur français, créateur sur céramiques et sur meubles.
- 7 mars à Metz : Charles-Félix Frébault, homme politique français décédé le 29 octobre 1902 à Paris.
- 25 mars à Lunéville : Alexis L'Hotte, décédé le 3 février 1904, plus connu sous l'appellation de général L'Hotte, général français. Il est écuyer en chef du Cadre noir avant d'en être commandant. Il est notamment à l'origine de cette célèbre doctrine de l'équitation de tradition française : « Calme, en avant, droit .».
- 20 avril à Metz : Charles-Raphaël Maréchal, dit Maréchal fils, mort le 14 avril 1888 à Nogent-sur-Marne[3],  artiste peintre français.
- 24 avril à Vic-sur-Seille : Jean-François Eugène Robinet[4], plus communément appelé docteur Robinet, mort le 3 novembre 1899 à Paris, est un médecin, historien et homme politique français.
- 29 mai à Rambervillers : Louis Charles Antoine, ingénieur du génie de la Marine française et physicien français, mort le 1er avril 1898 à Brest. Ce polytechnicien vosgien a donné son nom à l'équation d'Antoine.
- 5 juin à Saint-Avold : Pierre-Victor Braun, décédé à Argenteuil le 18 mai 1882, prêtre français, religieux de Saint Vincent de Paul, fondateur des Servantes du Sacré-Cœur de Jésus de Versailles. Sa cause en béatification a été ouverte en France en 1991, et introduite auprès du Saint-Siège en 2007.
- 28 juillet à Andilly :  Caroline Clément, célèbre mystique stigmatisée et voyante, fille du cultivateur François Clément, lequel avait été élu maire du village à 26 ans. (cf. RP. MARC, Histoire d'une âme victime, Caroline Clément, 1895)
- 8 août au Neufour : Eugène Gandar, mort le 21 février 1868 à Paris 6e, professeur d'université français, spécialiste de littérature.
- 1 octobre à Scy-Chazelles (Moselle) : Gabriel Royer, homme politique français  décédé le 26 novembre 1898 à Spincourt (Meuse).
- 25 octobre à Phalsbourg : David Gruber, mort le 31 octobre 1880 à Koenigshoffen (Bas-Rhin), industriel français, chimiste de formation et diplômé de pharmacie, qui expérimenta de nouvelles techniques de brassage et de maltage et fonda vers 1855 à Koenigshoffen – un quartier de Strasbourg – la Brasserie Gruber[5].
- 15 novembre à Metz : Simon Alexandre Ernest Auburtin[6],[7], mort le 15 décembre 1895 à Roullet (Charente)[8], médecin français qui a une influence importante sur Paul Broca et l'amène à étudier les bases du langage dans le cerveau.

- 20 novembre à Metz : Joseph Charles Daga (1825-1885), médecin inspecteur général de la IIIe République[9].

## Décès

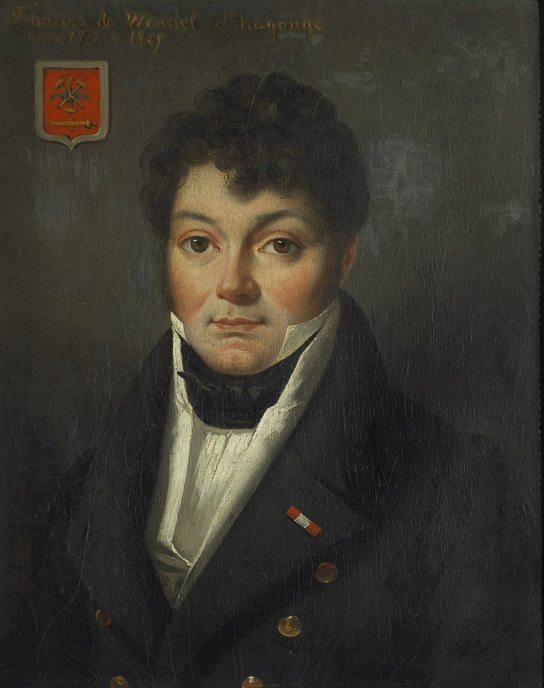
François de Wendel

- 20 janvier au château de Bourlémont à Frebécourt : Pierre-Simon d'Alsace de Hénin-Liétard[10], né le 21 janvier 1772 à Neufchâteau (Vosges), militaire français des XVIIIe et XIXe siècles.
- 5 février à Varennes-en-Argonne (Meuse) : Jacob Job Élie, né le 26 novembre 1746 à Wissembourg (Bas-Rhin), mort le 5 février 1825, général français de la Révolution et de l’Empire.
- 13 mars à Metz : François de Wendel, premier du nom, né le 19 février 1778 à Charleville, industriel français, maire d'Hayange le 2 janvier 1807, conseiller général le 28 août 1808 et député de la Moselle du 30 août 1815 à sa mort.
- 21 avril à Lunéville : Dominique Joseph Aubertin, né le 28 avril 1752 à Lunéville, militaire français. Il prend part aux guerres de la Révolution française et à la guerre de Vendée.
- 25 avril à Metz : Joseph Crouzat né le 25 février 1735 à Sérignan, un général de brigade de la Révolution française.
- 26 mai à Épinal : Nicolas Christophe Gehin, homme politique français né le 28 novembre 1764 à Senones.
- 19 août à Metz : Hubert Lemaire est un homme politique français né le 18 octobre 1750 à Cheminot (Moselle).
- 15 septembre à Valfroicourt : Joseph Hugo, né le 1er février 1747 à Mirecourt , homme politique et un homme de loi français.
- 27 septembre à Varennes (Meuse) : Étienne, baron Radet, né le 18 décembre 1762 à Stenay (Meuse), général français de la Révolution et de l’Empire.
- 17 octobre à Metz : Louis Perrin[11], dit Thénard aîné[12], acteur français né le 24 avril 1779 à Lyon[13].
- 24 octobre  à Saint-Mihiel : Jean-Baptiste Sauce, né le 4 mars 1755 à Varennes-en-Argonne, personnalité de la Révolution française.